# Eduard Burget
Eduard Burget (20. května 1972, Praha – 5. června 2023) byl český literární vědec, historik umění, lexikograf a v letech 2006–2012 šéfredaktor časopisu Dějiny a současnost.

## Životopis
V letech 1994–2000 absolvoval na Pedagogické fakultě Univerzity Karlovy obor historie - občanská výchova, kde roku 2001 složil též rigorózní zkoušku. Tamtéž v letech 2005–2013 vystudoval doktorský program českých a československých dějin.
Pracoval na zámku v Hořovicích (1996–1998), na osmiletém gymnáziu Buďánka (1998–2000), krátce též v Národní galerii (2022) a na Vysoké škole uměleckoprůmyslové (2002–2005). V letech 2006–2012 byl šéfredaktorem časopisu Dějiny a současnost (v redakci od 2003). Od roku 2011 až do své smrti pracoval v Ústavu pro českou literaturu, kde byl členem oddělení literární lexikografie. Vedle toho vyučoval na Vysoké škole kreativní komunikace.
Badatelsky se zaměřoval na literární kulturu a dějiny české literatury 20. století, kulturní politiku, dějiny nakladatelství a na literární lexikografii.